# مصطفى سواق
مصطفى سواق صحفي جزائري، ومدير عام شبكة الجزيرة الإعلامية بالوكالة منذ 2011.

## سيرته
ولد في مدينة دلس  الجزائرية، تابع دراساته في جامعة الجزائر، وبدأ في الوقت نفسه مساره المهني في مجلة الجزائر (الوقائع). بعد إقامته في الولايات المتحدة الأمريكية عمل في قناة إم‌ بي‌ سي ثم في قناة بي بي سي، والتحق بعد ذلك بإدارة الأخبار في قناة الجزيرة.
إثر استقالة وضاح خنفر، قام الشيخ حمد بن ثامر آل ثاني رئيس مجلس إدارة شبكة الجزيرة الإعلامية بتعيين مصطفى سواق مديراً عاماً لمحطة الجزيرة العربية، مسؤولاً عن المهام التحريرية فيها، وخلفه الأردني ياسر أبو هلالة في إدارة قناة الجزيرة الإخبارية منذ 2014.